# Hort von Balsthal

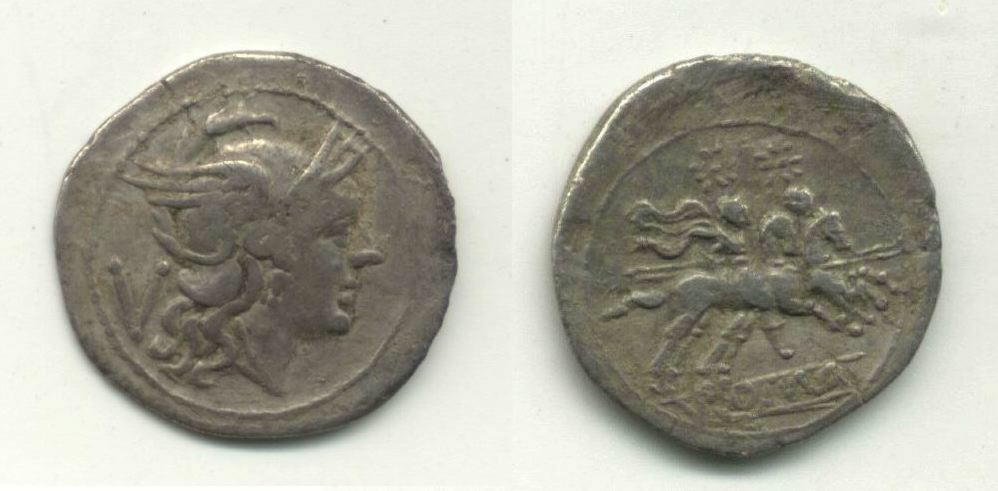
Quinarius

Der Hort von Balsthal ist ein keltischer Depotfund, der in den Jahren 1839/40 im Kanton Solothurn in der Schweiz gemacht wurde. Der Hort lag etwa 500 m südwestlich der Holzfluh, einem markanten Hügel bei Balsthal. Die Holzfluh soll in der Bronze- und Hallstattzeit sowie in der Spätlatenezeit besiedelt gewesen sein.
Von der geschätzten Fundmenge, die mehrheitlich verloren ging, sind allenfalls 10 % (17 Münzen) erhalten. Von den so genannten gallischen oder helvetischen Quinaren sind neun Büschel-Quinare und acht NINNO-Quinare. Darunter befinden sich auch zwei antike Fälschungen (Münzen mit Kupfer- oder Bronzekern). Die Kombination dieser beiden Münztypen ist in Horten bisher selten. Die in Balsthal vertretenen Quinare kommen nur in jüngeren Oppida vor: Oppidum auf dem Basler Münsterhügel, in Bern im Engemeisterfeld und im Reichenbachwald. Die Vergleichsfunde lassen darauf schließen, dass die Münzen im 3. Viertel des 1. Jahrhunderts v. Chr. in Umlauf waren.
Ebenso verloren ging ein silbernes Hirschgeweih, das etwa 15 cm lang gewesen sein soll. Wenn auch vergleichbare Gegenstände aus Silber fehlen, so gibt es bildliche und plastische Darstellungen sowie Funde von echten Hirschgeweihen. Das Hirschgeweih aus Bronze von Evreux (Département Eure, Frankreich), konnte in den Kopf einer Statue eingesetzt werden und wurde in einem Heiligtum vergraben. In einer Grube bei Levroux (Département Indre, Frankreich) war ein Hirschgeweih gemeinsam mit einer Statue, einer Münze, einer Form zum Gießen von Münzschrötlingen und weiteren Objekten niedergelegt worden.
Die Untersuchung keltischer Depotfunde, in denen Münzen mit anderen, wertvollen Gegenständen vergesellschaftet vorkommen, hat gezeigt, dass es sich um Depots mit sakralem Charakter handelt. Dies gilt besonders für Depots mit Prestigeobjekten. Mit seinen über 150 Quinaren und einem Gegenstand aus massivem Silber gehört auch der Hort von Balsthal in diese Kategorie.